# Галактицидовые
Галактицидовые (лат. Galacticidae) — семейство бабочек, включающее в себя около 17 видов.

## Описание
Мелкие бабочки с размахом крыльев 8—17 мм. Покровы головы гладкие.

## Роды
- Bharlutia Amsel, 1935
- Galactica Walsingham, 1911
- Homadaula Lower, 1899
- Zarcinia Chrétien, 1915
- Tanaoctena Turner, 1913 — положение рода в данном семействе остаётся спорным.